# 王峻 (清朝)
王峻（1694年—1751年），字次山，號艮齋，江南蘇州府常熟縣人，清朝政治人物。

## 生平
早年與同鄉宋君玉同求學於陳祖范，並稱“王宋”。雍正二年（1724年）甲辰科二甲第二名進士。選翰林院庶吉士，五年（1727年）散館授編修，歷任浙江、貴州鄉試同考官、雲南鄉試正考官。乾隆初年升江西道監察御史，論劾左都御史彭維新矯詐苛鄙，丁母憂去職，不再出仕。主講安定書院、雲龍書院、紫陽書院，並校訂《水經廣注》。友人蔣棨刻有其遺集《王艮齋詩集》（十卷）及《王艮齋文集》（四卷），另有沈德潛為其作序《王侍御詩文集序》。

## 家族
祖父王應祥；父王志學。子王禮、王本智。